# Vassili Dolgorouki
Pour les articles homonymes, voir Dolgorouki.
Ne doit pas être confondu avec Vassili Vladimirovitch Dolgorouki.
Vassili Mikhaïlovitch Dolgorouki-Krymski, en russe : Васи́лий Миха́йлович Долгору́ков-Кры́мский, (1er juillet 1722 - 30 janvier 1782), est un général en chef sous Catherine II de Russie, qui força les lignes de Perekop en 1771 et mérita le nom de Krymski, ainsi que le prédicat d'Altesse sérenissime pour lui et ses descendants, pour avoir conquis la Crimée, 1774.
Sa fille, Evdokia Vassilievna, était mariée à Vassili Vladimirovitch Grouchetski (Lieutenant général), réel secret conseiller, sénateur ; participant à la guerre russo-turque de 1768-1774). Il est enterré avec sa femme et ses enfants dans la crypte de l'église de sa propriété Volynchina-Polouektovo,.

## Source
Cet article comprend des extraits du Dictionnaire Bouillet. Il est possible de supprimer cette indication, si le texte reflète le savoir actuel sur ce thème, si les sources sont citées, s'il satisfait aux exigences linguistiques actuelles et s'il ne contient pas de propos qui vont à l'encontre des règles de neutralité de Wikipédia.